# ナタリヤ・ナルイシキナ
ナターリア・キリロヴナ・ナルイシキナ（Ната́лья Кири́лловна Нары́шкина / Natalia Kirillovna Naryshkina, 1651年9月1日 - 1694年2月4日）は、第2代モスクワ大公兼ツァーリのアレクセイ・ミハイロヴィチの2番目の皇妃（ツァリーツァ）。キリル・ポレクトヴィチ・ナルイシキンの娘、母はアンナ・ルヴォヴナ・レオンティエヴァ。ピョートル1世の母后で摂政（在任1682年）。

## 生涯
ツァーリ・アレクセイの重臣で西欧事情に通じる大貴族アルタモン・マトヴェーエフの養女として育った。マトヴェーエフのひらいた晩餐会に招かれたアレクセイが、そこで給仕する娘が清楚で理知的であることに心ひかれたため、事情を聞くと、マトヴェーエフが親代わりに引き取って育てた娘であるという。ツァーリは「では私があの娘によい婿を見つけてあげよう」と約束し、数日後、マトヴェーエフを宮廷に呼んだ。その婿とは、ツァーリ自身であった。こうして、1671年アレクセイの再婚相手に選ばれた。
当時アレクセイには亡き最初の妻マリヤ・ミロスラフスカヤとの間に2人の皇子が残っていたが、いずれも病弱なため世継ぎ候補をさらに儲ける必要があった。ナタリヤは期待に応え、翌1672年に健康な皇子ピョートルを出産した。1676年アレクセイの崩御で先妻の子フョードル3世が即位したが、新ツァーリを擁するミロスラフスキー派と、ピョートルを擁するナルイシキン派との確執は深まっていった。
1682年4月フョードルが死ぬと、障害のある同母弟イヴァンは忌避され、異母弟である10歳のピョートル1世が後を継いだ。母ナターリアが摂政となり、養父マトヴェーエフの流罪を解いて顧問とした。しかし同年5月に銃兵隊の反乱が発生し、ナターリアの摂政政府は崩壊した。彼女の2人の兄弟とマトヴェーエフは殺され、実父キリルは修道院へ入った。この機に乗じて政権を奪回したミロラフスキー派は13歳のイヴァン5世をツァーリとし、ピョートルはその共同統治者に格下げされた。イヴァンの姉ソフィヤが新たに摂政政府を組織した。
実権を失ったナターリアは2人の子供を連れて、モスクワ近郊のプレオブラジェンスコエにある夏の離宮に居を構えた。生活は経済的に苦しく、支持者であったモスクワ総主教ヨアキムなど正教会の有力者からの援助を受けていたという。1689年ソフィヤが失脚し、ピョートルが新たな統治者としてクレムリンに迎えられた。ナターリアはこれによって実権を回復し、外務長官（事実上の宰相）に任じた兄弟レフ・ナルイシキンと共に国政を運営した。また総主教ヨアキムも新政府に協力したが、ヨアキムは1690年に死去した。ピョートルは後任に、海外渡航経験をもち数ヶ国語を操るプスコフ主教マルケルスを推したが、ナタリヤは宮廷内の守旧派と結んで頑迷なカザン主教アドリアンを総主教とした。ナターリアは1694年2月に2日間床に伏した直後に急死し、ピョートルが親政を開始した。

## 子女

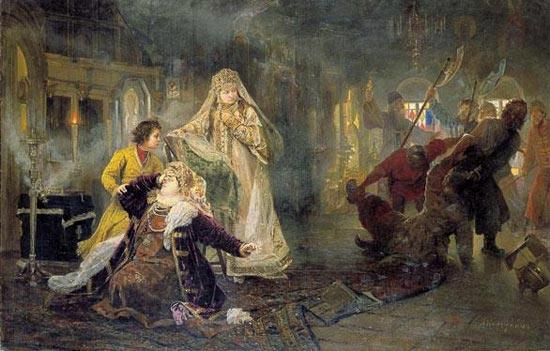
銃兵隊の反乱

- ピョートル1世（1672年 - 1725年） - 1721年に皇帝（インペラトル）の地位についた。
- ナターリア・アレクセーエヴナ（1673年 - 1716年） - ロシア初の国家劇場を設立し、自ら数多くの戯曲を執筆した。兄ピョートルは彼女を結婚させず、生涯独身だった。
- フョードラ・アレクセーエヴナ（1674年 - 1677年、夭折）